# 山本長
山本 長（やまもと ながし、1930年3月14日 - 2021年10月15日 ）は、日本の運輸官僚。海上保安庁長官などを務めた。

## 来歴・人物
兵庫県出身。1954年に東京大学法学部を卒業し、同年に運輸省に入省した。1980年6月に海上保安庁長官をに就任し、1986年7月に帝都高速度交通営団副総裁、1988年12月に新東京国際空港公団副総裁を経て、1993年1月には総裁に昇格。1995年6月に空港施設社長に就任し、2001年6月に会長を経て、2005年6月には相談役に就任した。
2001年11月に勲二等旭日重光章を受章。。
2021年10月15日、胃癌のために死去。91歳没。